# Antiquark s
L'antiquark s (estrany) és un antiquark de la segona generació. Com un antiquark d, però més massiu. És l'antipartícula del quark s, però amb nombres quàntics oposats, això vol dir que, si es troben, s'aniquilen mútuament en forma de radiació gamma.
Es considera que els mesons i barions tenen el valor positiu d'una unitat de sabor estranyesa (física) (S) per cada antiquark s que tenen, mentre que els quarks s aporten una unitat negativa. El 1977, Robert Jaffe va suggerir que es podien formar estats de quatre quarks (qsqs). Això seria una partícula amb antiquark s, però amb estranyesa 0.